# Psychedelic Underground
Psychedelic Underground ist das erste Album der deutschen Band Amon Düül. Auf dem Album enthalten sind Studioaufnahmen von 1969.

## Entstehungsgeschichte
Die Band Amon Düül formierte sich 1967 in München. Musik war anfangs nur eines der Tätigkeitsfelder der Gruppe, die sich auch an sonstigen Happenings beteiligte und sich als „Teil der kulturpolitischen Revolte jener Jahre“ verstand. Manche der beteiligten Musiker waren Anfänger auf den Instrumenten. Im Jahr 1968 kam es zum Bruch innerhalb der Gruppe, die sich künftig in eine Berliner Gruppierung Amon Düül um Rainer Bauer und die Brüder Leopold sowie die weiterhin aus München agierende Gruppe Amon Düül II um John Weinzierl und Chris Karrer aufspaltete. Die Berliner Gruppierung, die zum Umfeld der Kommune 1 zählte und bei der auch das Model Uschi Obermaier an Perkussionsinstrumenten mitwirkte, sah sich der Fortentwicklung einer „freien“ Rockmusik im Rahmen von vor allem politischen Aktionen verpflichtet, während bei der Münchner Gruppierung eher konventionelle Rockmusik im Mittelpunkt stand.
Während das Musikmagazin Sounds den Klang von Amon Düül im Jahr 1968 noch als apokalyptisch, exotisch, beschwörend wie der Gesang der Medizinmänner und die Auftritte der Gruppe als geheimnisvoll und lähmend umschrieb, gelang es der Gruppe dennoch binnen eines Jahres, ihre vormals zusammenhanglosen Melodiefragmente und Rhythmusfetzen zu längeren Spannungsbögen zu verdichten. 1969 kam es schließlich zu Studioaufnahmen der Berliner Gruppe für zwei LPs, nämlich das Debütalbum Psychedelic Underground und das Album Para Dieswärts Düül. Aus übriggebliebenen Aufnahmen für das Debütalbum wurden später noch die beiden Alben Collapsing Singvögel rückwärts und Disaster zusammengestellt.
Aus Uneinigkeit über die weiteren künstlerischen und persönlichen Perspektiven löste sich die Berliner Gruppe bereits 1971 auf, während Amon Düül II in der Folgezeit größerer Erfolg beschieden war.

## Rezeption
Rezensenten gestehen dem Album durchaus geschichtsträchtigen Charakter zu. Es gilt als „Dokument aus der Geburtsstunde des deutschen Rock“ wenn nicht sogar als das erste Krautrock-Album überhaupt, da die ersten Alben von Can oder Xhol Caravan erst einige Monate später erschienen sind. Durchweg bemängelt wird jedoch die schlechte Aufnahmequalität, die mangelnde Musikalität der Beteiligten sowie das Fehlen von Songstrukturen.
Verschiedene Quellen sprechen davon, dass der englische DJ John Peel (1939–2004) den Begriff Krautrock überhaupt erst von dem auf dem Album enthaltenen Titel Mama Düül und ihre Sauerkrautband spielt auf abgeleitet habe.

## Titelliste
Seite 1:
1. Ein Wunderhübsches Mädchen Träumt von Sandosa (17:03) 

2. Kaskados Minnelied (2:53) 

3. Mama Düül und Ihre Sauerkrautband Spielt Auf (2:50)
Seite 2:
4. Im Garten Sandosa (7:48)

5. Der Garten Sandosa im Morgentau (8:06)

6. Bitterlings Verwandlung (2:30)

## Weitere Ausgaben
Das Album wurde mehrfach wiederveröffentlicht. In den USA erschien es ohne Titel, in einer Reissue-Reihe der Metronome erhielt es den dort üblichen This is...-Reihentitel, für eine Wiederveröffentlichung auf dem Label Brain erhielt es den Titel Minnelied.
Auf LP:
1. "Psychedelic Underground" Metronome [Germany] MLP 15332
2. "Amon Düül" Prophesy (Bell) [USA] PRS1003
3. "This Is Amon Düül" Metronome [Germany] 200.146
4. "Minnelied" Brain [Germany] 0040 149

Auf CD:
1. "Psychedelic Underground" Captain Trip Records [Japan] CTCD-021
2. "Psychedelic Underground" Spalax Music [France] 14947
3. "Psychedelic Underground" Repertoire [Germany] REP 4616